# Île du Château (Seine)
Pour les articles homonymes, voir Île du Château.
L'île du Château est une île sur la Seine, en France, appartenant administrativement aux Andelys.

## Toponymie
Cette île fut appelée île d'Andeli (Insula de Andele ; Bellum castrum de Insula, 1197 (M.R.). — Insula Andeliaci, 1202 (Guill. de Nangis)) 
À l'époque moderne, on a pu rencontrer les appellatifs île de Savoie ou encore île Contant (1863) du nom des familles qui en furent propriétaires.
Vers 1909, l'ancien haut magistrat britannique sir John George Woodroffe occupe l'île et la baptise Avalon,. Il y signe en octobre 1922 l'un de ses écrits de son pseudonyme Arthur Avalon, en référence à la légende arthurienne.

## Description
Elle est visible des quais du quartier du Petit-Andely (entre l'hospice Saint-Jacques et la halte fluviale), soit en aval du pont suspendu mais aussi des rives proches du Port-Morin. Elle voit ainsi passer le trafic fluvial touristique ou commercial.
Elle est emblématique du panorama offert sur cette partie de vallée de Seine lorsqu'on se trouve sur le site de Château-Gaillard.  
Elle est classée en zone naturelle d'intérêt écologique, faunistique et floristique (ZNIEFF) .
L'île du Château constitue un élément paysager attractif avec notamment sa ripisylve composée de vieux arbres de saule blanc. Cette île est habitée, et sa partie Sud est un jardin. Le centre de l'île est composé de fourrés de sureau, de ronce et de cornouiller sanguin .
La présence de chèvres permet de maintenir des prairies eutrophes souvent envahies par l'ortie dioïque.
Des petites plages sablo-vaseuses permettent l'installation de plusieurs espèces patrimoniales rares à assez rares : le rubanier simple, le jonc comprimé, le rorippe des champs et le pigamon jaune.
L'île du Château est formée d'un seul tenant et s'est trouvée reliée par un pont médiéval, à proximité de l'estacade qui barrait le cours du fleuve.

## Histoire

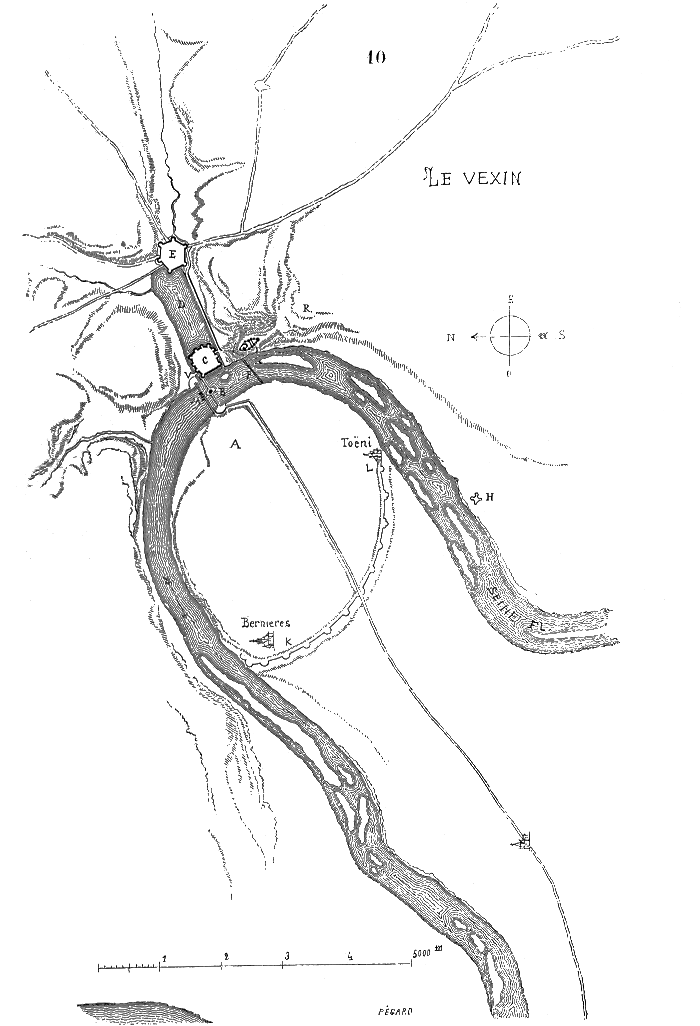
Carte du dispositif défensif Château-Gaillard (Viollet-le-Duc).

Le château de l'île remonte donc aux temps de Richard Cœur de Lion. Selon les termes d'Eugène Viollet-le-Duc qui commente son schéma, il s'agit de « l'îlot B … qui divise le fleuve [où] Richard éleva d’abord un fort octogone muni de tours, de fossés et de palissades ; un pont de bois passant à travers ce châtelet unit les deux rives. À l’extrémité de ce pont … sur la rive droite, il bâtit une enceinte, large tête de pont qui fut bientôt remplie d’habitations et prit le nom de Petit-Andely ».
Frédéric Gaëtan de La Rochefoucauld-Liancourt, sous-préfet aux Andelys en 1810-1813, consacre plusieurs lignes à la prise du château de l'île en 1202 par Philippe-Auguste .

## Monument
Elle conserve encore des ruines importantes d’un château fort (Bellum castrum de Insula) construit en 1196 ,, en faisant un élément défensif avancé  de Château-Gaillard au même titre que le fort du Muret ou celui de Boutavant.
L'unique maison de l'île, un manoir du XXe siècle, a été construite par lord Woodroffe avec des matériaux, dit-on[réf. nécessaire], venus d'Angleterre.